# Gayle Hunnicutt
Gayle Hunnicutt (* 6. Februar 1943 in Fort Worth, Texas; † 31. August 2023 in London, Vereinigtes Königreich) war eine US-amerikanische Schauspielerin.

## Leben
Die gebürtige Texanerin hatte an der University of California studiert, die Hauptfächer waren Theaterwissenschaft und Englisch. Danach erhielt sie Rollen an städtischen Bühnen von Los Angeles. Nahezu zeitgleich wurde Gayle Hunnicutt vor die Kamera geholt. Der amerikanische Film besetzte die Schauspielerin mit dem wallenden langen Haar meist als dekoratives Anhängsel. Eine frühe Filmrolle hatte sie in dem Philip-Marlowe-Krimi Der Dritte im Hinterhalt (1969) mit James Garner in der Hauptrolle.
Unzufrieden mit den angebotenen Rollen verließ sie 1969 die USA und trat seitdem primär in europäischen Produktionen auf, ohne dort unbedingt gehaltvollere Rollen zu erhalten. Bekanntere Auftritte hatte sie unter anderem im britischen Horrorfilm Tanz der Totenköpfe (1973) neben Roddy McDowall, im Thriller Scorpio, der Killer (1973) an der Seite von Burt Lancaster und Alain Delon, und in der weiblichen Hauptrolle des Mysterythrillers Der Mann ohne Gesicht (1974).
Daneben übernahm Gayle Hunnicutt auch immer wieder Fernsehrollen, unter anderem 1984 in einer Folge der erfolgreichen Fernsehserie Sherlock Holmes mit Jeremy Brett in der Titelrolle, wo sie die Figur der Irene Adler verkörperte. In den 1980er-Jahren wirkte sie auch wieder in amerikanischen Fernsehproduktionen wie Fantasy Island, Taxi oder Matt Houston in Gastrollen mit. In der Serie Dallas verkörperte sie von 1989 bis 1991 wiederkehrend die Rolle der Vanessa Beaumont. Ihre letzte Rolle spielte sie 1999 in einer Folge der Serie Die Profis – Die nächste Generation.
Hunnicutt spielte außerdem in verschiedenen Theaterproduktionen mit. Von besonderer Bedeutung war dabei das Stück The Life and Loves of Edith Wharton, dass zuerst 1995 im Hampstead Theatre aufgeführt wurde und dass danach auf eine mehrjährige Tournee ging. Außerdem trat sie als Autorin in Erscheinung. 1984 veröffentlichte sie Health and Beauty in Motherhood, rund 20 Jahre später Dearest Virginia: Love Letters from a Cavalry Officer in the South Pacific, eine Zusammenstellung von Liebesbriefen ihres Vaters während des Zweiten Weltkriegs.
Hunnicutt war zweimal verheiratet, beide Ehen wurden geschieden: Von 1968 bis 1975 mit dem britischen Schauspieler und Regisseur David Hemmings, und von 1978 bis 2009 mit dem Journalisten Sir Simon Jenkins. Aus beiden Ehen hatte Hunnicutt jeweils einen Sohn. Sie starb am 31. August 2023 im Alter von 80 Jahren.

## Filmografie (Auswahl)
- 1966: Die wilden Engel (The Wild Angels)
- 1966: The Beverly Hillbillies (Fernsehserie, zwei Folgen)
- 1967: Mini-Max (Get Smart, Fernsehserie, Folge 2x16)
- 1967: Der Gnadenlose (P.J.)
- 1968: Der Dritte im Hinterhalt (Marlowe)
- 1968: Grüne Augen in der Nacht (Eye of the Cat)
- 1970: Schatten der Angst (Fragment of Fear)
- 1971: Die Liebesmaschine (The Love Machine)
- 1973: Scorpio, der Killer (Scorpio)
- 1973: Stimmen (Voices)
- 1973: Tanz der Totenköpfe (The Legend of Hell House)
- 1974: Sturz der Adler (Fall of Eagles, Miniserie, sechs Folgen)
- 1974: Der Mann ohne Gesicht (L’homme sans visage)
- 1974: Das Geheimnis der Wendeltreppe (The Spiral Staircase)
- 1975: Von allen Hunden gehetzt (The Sell Out)
- 1975: Die Zwei mit dem Dreh (Switch, Fernsehserie, Folge 1x06)
- 1976: Feuerstoß (Una Magnum special per Tony Saitta)
- 1976: Von allen Hunden gehetzt (The Sell Out)
- 1978: Ein Mann, eine Frau und ein Film in Paris (Once in Paris)
- 1979: Das Millionengesicht (The Million Dollar Face)
- 1979: Simon Templar – Ein Gentleman mit Heiligenschein (Return of the Saint, Fernsehserie, zwei Folgen)
- 1979: Der Furchtlose (A Man Called Intrepid, Miniserie, drei Folgen)
- 1980: Fantomas (Fernseh-Miniserie)
- 1980: Love Boat (The Love Boat, Fernsehserie, zwei Folgen)
- 1980: Die Rebellen (Flashpoint Africa)
- 1982: Matt Houston (Fernsehserie, Folge 1x10)
- 1983: Taxi (Fernsehserie, Folge 5x13)
- 1983: Fantasy Island (Fernsehserie, Folge 6x20)
- 1983: Die unglaublichen Geschichten von Roald Dahl (Tales of the Unexpected, Fernsehserie, Folge 6x10)
- 1984: Sherlock Holmes (Fernsehserie, Folge 1x01 Ein Skandal in Böhmen)
- 1985: Des Lebens bittere Süße (A Woman of Substance, Miniserie, drei Folgen)
- 1985: Target – Zielscheibe (Target)
- 1986: Dream Lover
- 1986: Das abenteuerliche Leben des John Charles Fremont (Dream West, Miniserie, zwei Folgen)
- 1989: Simon Templar – Feine Gesellschaft (The Saint: The Brazilian Connection, Fernsehfilm)
- 1989: Zwei Frauen
- 1989–1991: Dallas (Fernsehserie, 13 Folgen)
- 1990: Es ist nicht leicht, ein Gott zu sein
- 1992: Stimmen im Garten (Voices in the Garden)
- 1996: Geschichten aus der Gruft (Tales from the Crypt, Fernsehserie, Folge 7x09)
- 1999: Die Profis – Die nächste Generation (CI5: The New Professionals, Fernsehserie, Folge 1x02)